# Mortalidad materna
La mortalidad materna o muerte materna es un término estadístico que describe la muerte de una mujer durante el embarazo, el parto o el posparto. El que un embarazo o parto desemboque en la muerte de la mujer refleja problemas estructurales, tanto de acceso al control de natalidad como de atención a la salud.
Naciones Unidas estima que en 2015 se producirán unas 303 000 muertes maternas —aproximadamente una defunción materna cada dos minutos— de las cuales, menos del 1% se producirán en países desarrollados. Sin embargo, un estudio de The Lancet señala que la cifra ha descendido continuamente desde 526.300 en 1980 hasta 342.900 en 2008, y que en este último año el número sería de 281.500 si no se incluyen las causadas por el VIH. La mayoría de estas muertes son médicamente prevenibles desde hace décadas, ya que existen tratamientos y terapias que se conocen y aplican en todo el mundo desde los años 1950.

## Definición
La Organización Mundial de la Salud define la defunción materna como «la muerte de una mujer mientras está embarazada o dentro de los 42 días siguientes a la terminación del embarazo, independiente de la duración y el sitio del embarazo, debida a cualquier causa relacionada con o agravada por el embarazo mismo o su atención, pero no por causas accidentales o incidentales». Por lo general se hace una distinción entre «muerte materna directa» que es resultado de una complicación del propio embarazo, parto o su atención, y una «causa de muerte indirecta» que es una muerte asociada al embarazo en una paciente con un problema de salud preexistente o de reciente aparición. Otras defunciones ocurridas durante el embarazo y no relacionadas con el mismo se denominan accidentales, incidentales o no obstétricas.
La mortalidad materna es un evento centinela que vigila la calidad de los sistemas de salud en los estados y países del mundo. Hay factores asociados a la muerte materna que no implican un buen o mal estado de salud general, como son el aborto clandestino y las muertes relacionadas con la violencia contra la mujer. El índice de muerte materna vinculado al aborto clandestino es 2,95 veces más elevado que el de embarazos que llegan al parto. Se ha reportado además que cerca del 10% de las muertes maternas ocurren más allá que los 42 días del puerperio, por lo que algunas definiciones se extienden más allá del puerperio tardío e incluyen hasta un año tras el parto. Se reconoce que los datos recibidos de mortalidad materna son incompletos, ya que menos del 40% de los países miembros de la OMS reportan de manera correcta, sistemática y en forma verificable sus niveles de mortalidad materna.

## Causas principales
En el ámbito mundial, aproximadamente un 80% de las muertes maternas se deben a causas directas. Las cuatro causas principales son las hemorragias intensas (generalmente puerperales), las infecciones (septicemia en la mayoría de los casos), los trastornos hipertensivos del embarazo (generalmente eclampsia) y el parto obstruido. Las complicaciones de un aborto peligroso son la causa de un 13% de esas muertes. Entre las causas indirectas (20%) se encuentran enfermedades que complican el embarazo o son agravadas por él, como el paludismo, la anemia, el VIH/SIDA o las enfermedades cardiovasculares.
Las principales razones por las que las mujeres embarazadas, en especial en áreas rurales, no acuden a los establecimientos de salud para recibir atención materno-infantil, son el costo, temor, el mal trato recibido, el tiempo de espera, vergüenza y distancia al centro asistencial más cercano.
En 2006, sólo un 60% de los partos que tuvieron lugar en países en desarrollo contaron con la presencia de asistentes de partería cualificados. Eso significa que unos 50 millones de partos domiciliarios no contaron con dicha asistencia. La cobertura oscila entre el 34% en África Oriental y el 93% en Sudamérica.
Más allá de las causas o circunstancias patológicas que desencadenan el fallecimiento, existen dos factores que condicionan de manera decisiva el riesgo de muerte de una mujer durante el embarazo, parto y puerperio: la precocidad del diagnóstico y la eficacia del tratamiento. En el primer caso, se reconocen tres momentos de retraso en la atención efectiva de las complicaciones.
1. Al decidir solicitar atención
2. Al trasladar a la mujer a la unidad de salud
3. En recibir atención especifica efectiva.[cita requerida]

## Epidemiología
Existen dos formas de contabilizar las muertes maternas: el número total de muertes en un país y la proporción respecto a su población total. En 2015, se estima que el mayor número de muertes se produjeron en Nigeria (58 000) e India (45 000). Sin embargo, la cifra más alta de muertes respecto a la población se dio en Sierra Leona (~1360 por 100 000 nacimientos), República Centroafricana (~880 por 100 000 nacimientos) y Chad (~850 por 100 000 nacimientos).
En el otro extremo, los países con menor proporción de muertes maternas en 2015 fueron Finlandia, Grecia, Islandia y Polonia con un índice de 3 muertes maternas por 100 000 nacimientos. Otra cifra de interés es el riesgo de mortalidad materna de una mujer en edad reproductiva, número que registra la proporción de embarazadas en riesgo de morir durante el embarazo, parto y posparto. La media mundial de este riesgo se sitúa en una muerte por cada 180 embarazos. En África subsahariana, el riesgo es de 1 por cada 36 embarazos, mientras que en las regiones desarrolladas es de aproximadamente 1 por cada 4 900 embarazos.
En 2015, la OMS con datos de OMS, UNICEF, UNFPA, el Grupo del Banco Mundial y la División de Población de las Naciones Unidas estimó que el índice de mortalidad materna promedio mundial es de 216 por 100 000 nacidos vivos, en países desarrollados es de 12 por 100 000 nacidos vivos y en países en vías de desarrollo de 239 por 100 000 nacidos vivos. La mayor proporción de muertes maternas no ocurren durante el parto, sino durante los días subsiguientes a este.

## Factores de riesgo

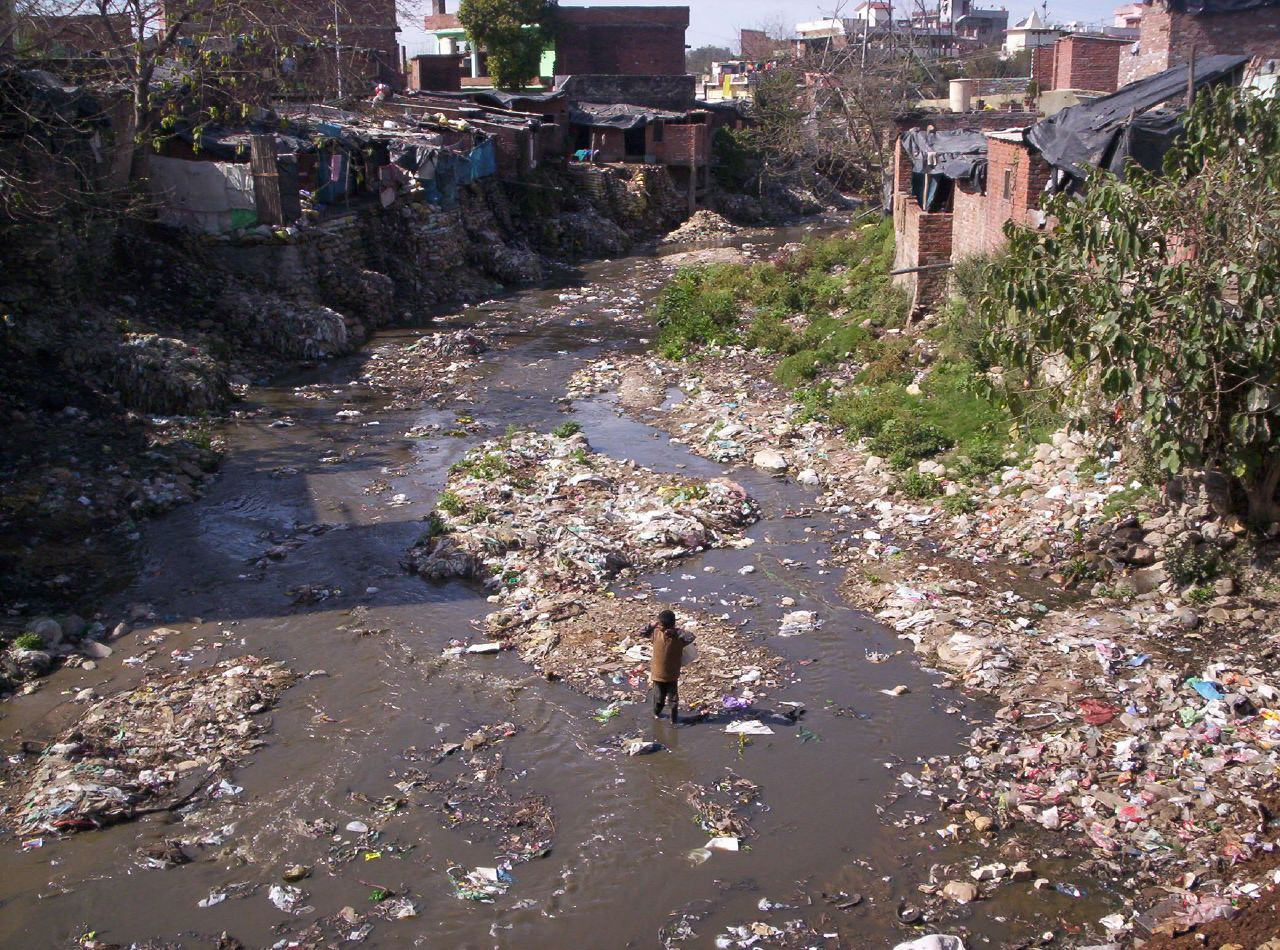
Existe una relación cercana entre la pobreza, pobre salud y ciertas enfermedades con el riesgo de muerte materna e infantil.

Los mayores índices de mortalidad materna suelen ocurrir en países que también tienen altos índices de mortalidad infantil, un reflejo de pobre cuidado médico y de baja nutrición. Los nacimientos de bajo peso aumentan el riesgo de muerte materna por enfermedad cardíaca. El restarle medio kilo al peso del recién nacido, por lo general duplica el riesgo de una defunción materna. Por lo tanto, si se previenen los partos de bajo peso, se reduce el riesgo de una defunción materna.
los abortos de alto riesgo, como los abortos a partir del segundo trimestre de gestación y los realizados de forma clandestina en lugares que carecen de los requisitos mínimos para realizar el procedimiento. Según la OMS, en 2008 las tasas de muerte por cada 100 000 abortos inseguros fueron de 460 en África, 160 en Asia, 30 en Europa del Este y 30 en Latinoamérica y el Caribe.

## Prevención
La UNFPA afirma que un importante porcentaje de muertes maternas se pueden evitar tan solo con una adecuada atención sanitaria a la madre gestante.
En el siglo XIX, Suecia redujo drásticamente la muerte materna aplicando políticas que promovían la asistencia de parteras profesionales en todos los nacimientos, y regulando la calidad de esta asistencia. A comienzos del siglo XX, el índice de muerte materna en Suecia era el más bajo de Europa. Japón, Dinamarca, Noruega y Países Bajos obtuvieron similares resultados implementando políticas semejantes.
En 2005, la tasa de mortalidad materna en los países en desarrollo fue de 450 por cada 100.000 nacidos vivos, lo que representó una ligera disminución con respecto a 1990. Se cree que la mayoría de estas muertes maternas y neonatales podrían evitarse si se amplía significativamente la cobertura de salud de madres y recién nacidos.
Hasta ahora, la evidencia sobre el impacto generado por el acceso a los servicios de salud ha provenido de estudios con pequeñas muestras realizadas principalmente en Asia, África subsahariana y Latinoamérica. Estas revisiones muestran que los programas comunitarios de intervención en salud son responsables de una reducción global del 27% en muertes de neonatos, y no muestran impacto significativo alguno en la reducción de la mortalidad materna. Se requieren, sin embargo, investigaciones adicionales a gran escala, que consideren factores contextuales y evaluaciones de impacto, que posteriormente ayuden a promover y ampliar este tipo de intervenciones.
La OMS, el FNUAP, UNICEF y el Banco Mundial publicaron en 1999 una declaración conjunta sobre reducción de la mortalidad materna en la que afirman que es posible reducirla de forma considerable con una inversión reducida, implementando un programa eficaz y regulando la asistencia en el embarazo y el parto. El documento concluye que la para disminuir las cifras de estas muertes deben producirse tres cambios esenciales:
1. La sociedad debe comprometerse a garantizar el embarazo y el parto sin riesgos.
2. Se ha de mejorar el acceso a una asistencia sanitaria de calidad.
3. La sociedad debe satisfacer las necesidades especiales de las mujeres a lo largo de su vida.